# ديريك نيكلسون
ديريك نيكلسون (بالإنجليزية: Derek Nicholson)‏ هو لاعب كرة قدم أمريكية أمريكي، ولد في 30 ديسمبر 1988 في وينستون-سالم في الولايات المتحدة.